# شارلوت آن إيتون
شارلوت آن إيتون (بالإنجليزية: Charlotte Anne Eaton)‏ (28 سبتمبر 1788 - 28 أبريل 1859 في المملكة المتحدة)؛ كاتِبة وروائية إنجليزية.